# خوسيه فرنسيسكو برموديز
خوسيه فرنسيسكو برموديز (بالإسبانية: José Francisco Bermúdez)‏ هو ثوري فنزويلي، ولد في 23 يناير 1782 في Cariaco ‏ في فنزويلا، وتوفي في 15 ديسمبر 1831 في كاريا في تركيا.